# Dinotrema carnifex
Dinotrema carnifex är en stekelart som beskrevs av Vladimir Ivanovich Tobias. Dinotrema carnifex ingår i släktet Dinotrema och familjen bracksteklar. Inga underarter finns listade i Catalogue of Life.